# غولد فارم (ميزوري)
غولد فارم هي منطقة فردية في مقاطعة كالدويل في ولاية ميزوري.

## التاريخ
فيها مكتب بريد يدعى غولد فارم أنشئ في عام 1876 وبقي في العمل حتى عام 1905. وقد سميت بهذا الاسم نسبة إلى المالك الأصلي لموقع البلدة.